# 49
Cette page concerne l'année 49  du calendrier julien. Pour l'année 49 av. J.-C., voir 49 av. J.-C. Pour le nombre 49, voir 49 (nombre).
L'année 49 est une année commune qui commence un mercredi.

## Événements
- Janvier : 
  - Mariage de Claude et d'Agrippine la Jeune, recommandée par son conseiller Pallas[1]. La fin du règne de l’empereur terrorisé par les complots est dominée par ces deux personnages.
  - Agrippine fait accuser d’inceste le premier fiancé d’Octavie, Julius Silanus. Celui-ci, traduit devant le sénat, se donne la mort[1].
  - Fiançailles de Néron et d’Octavie, fille de Claude[1].

- Sénèque, rappelé d'exil par Agrippine, devient précepteur de Néron[1].
- 49 - 50 : expulsion des Juifs de Rome à la suite de troubles[1]. Selon Suétone, l’empereur Claude chasse de Rome « les Juifs qui s’agitent à l'instigation de Chrestus ». Ils reçoivent vite l’autorisation de revenir[2].

## Décès en 49
- Lollia Paulina.